# ديه بريمنير
ديه بريمنير (بالإنجليزية: Des Bremner)‏ هو لاعب كرة قدم بريطاني في مركز الوسط، ولد في 7 سبتمبر 1952 في Aberchirder ‏ في المملكة المتحدة. شارك مع منتخب اسكتلندا تحت 21 سنة لكرة القدم ومنتخب اسكتلندا لكرة القدم. أما مع النوادي، فقد لعب مع أستون فيلا وبرمنغهام سيتي ونادي فولهام ونادي هيبرنيان ونادي والسول.

## وصلات خارجية
- ديه بريمنير على موقع الاتحاد الأوربي (الإنجليزية)
- ديه بريمنير على موقع قاعدة بيانات كرة القدم.إي يو (الإنجليزية)
- ديه بريمنير على موقع ناشيونال فوتبول تيمز (الإنجليزية)